# Eiche am Brauteich

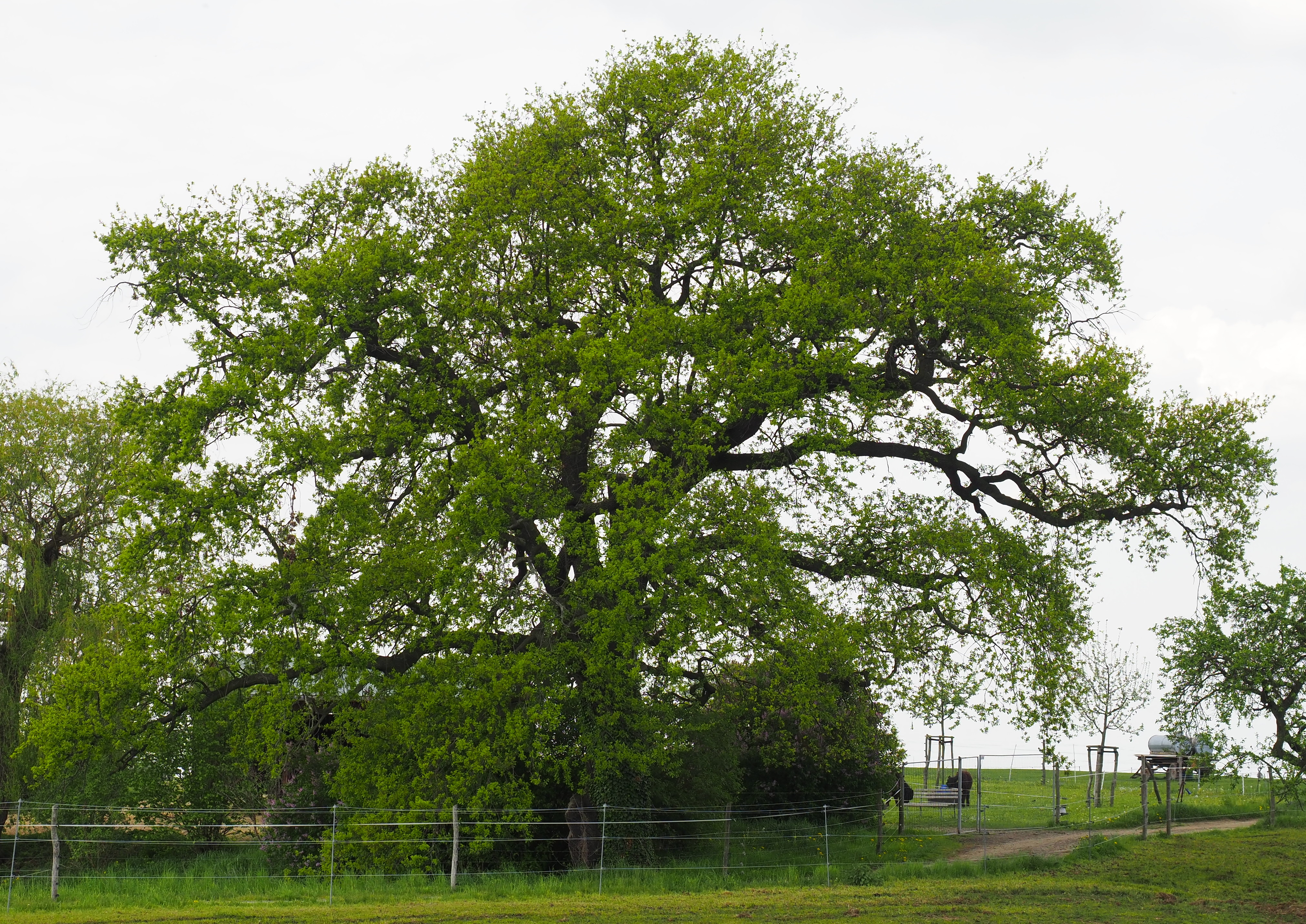
Naturdenkmal Eiche am Brauteich, Mai 2017

Die Eiche am Brauteich ist ein als Einzelbaum ausgewiesenes Naturdenkmal (ND 107) in der Dresdner Ortschaft Langebrück.

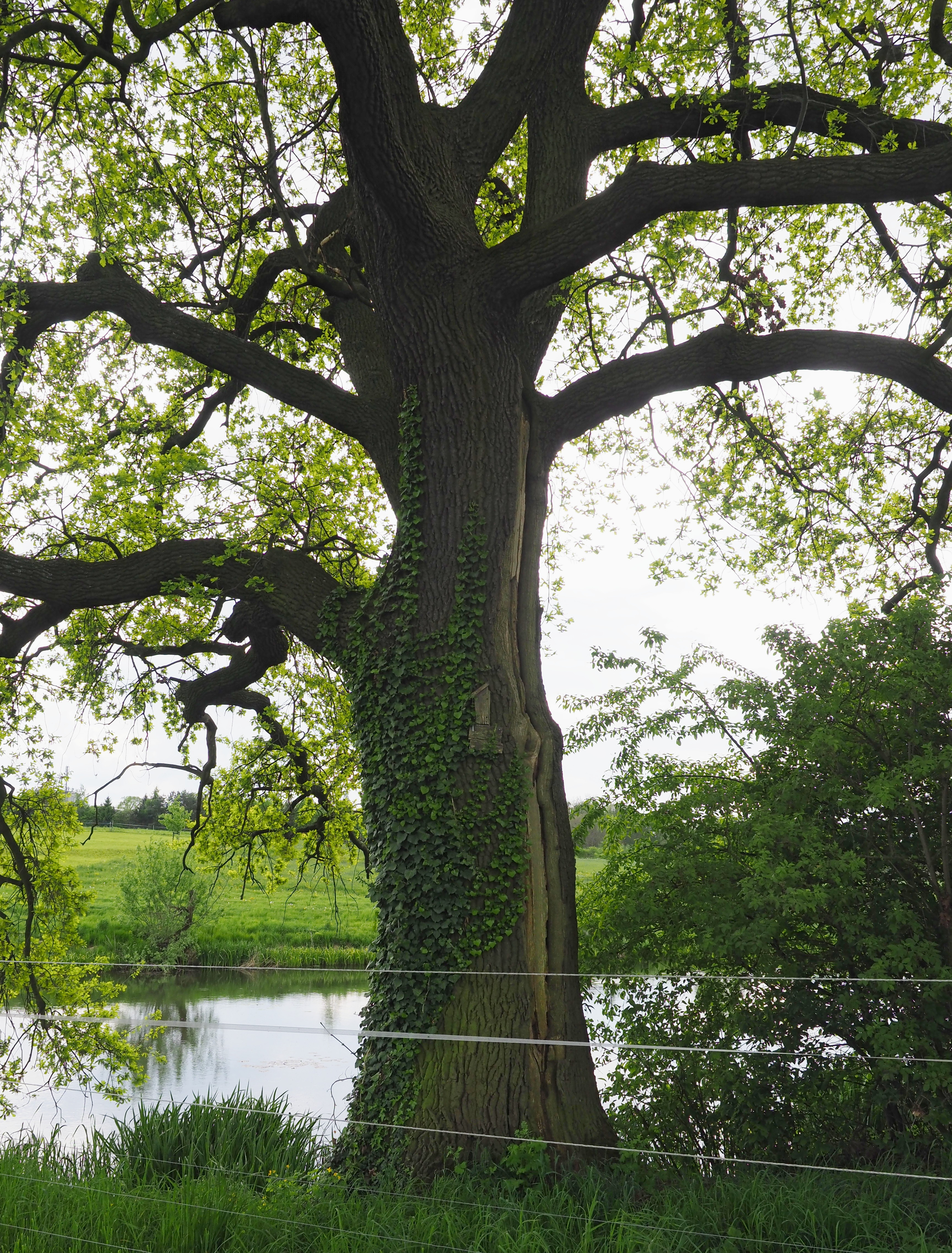
Eichenstamm im Mai 2017, die „Naturschutz-Eule“ fehlt bereits

Mit einer Höhe von etwa 22 Metern, einem Kronendurchmesser von etwa 20 Metern sowie einem Stammumfang von 4,70 Metern ist diese Stieleiche (Quercus robur L.) zwar nicht so mächtig wie die Kauschaer Alberteiche, „die malerische Ausprägung des Baumes und das gestalterische Zusammenspiel mit dem unmittelbar daneben liegenden Teich“ sind jedoch beachtenswert.

## Geschichte
Anders als bei den Langebrücker Gedenkbäumen wie den Friedenseichen und der Luthereiche, deren Geschichte dank Lokalhistorikern „zumindest zu einem guten Teil ergründet ist“, ist die Geschichte der Eiche am Brauteich weitgehend unbekannt.
Die Abteilung für Landwirtschaft im Kreis Dresden hatte in der zweiten Hälfte der 1950er Jahre eine Liste von schützenswerten Naturobjekten erarbeitet. Am 23. Januar 1958 beschloss der Rat des Kreises Dresden, der Registrierung der vorgeschlagenen Objekte zuzustimmen. Aus der Gemeinde Langebrück wurden zwei Objekte unter Schutz gestellt, die westlich der Siedlung stehende Eiche am Brauteich und der am nördlichen Gemarkungsrand liegenden Quellteich am Försterbach.
Das Umweltamt der Stadt Dresden, der die Ortschaft Langebrück seit 1999 angehört, hatte im Jahr 2008 eine Wander- und Radroute durch den Dresdner Norden konzipiert, entlang der fünf Naturdenkmäler besucht werden: Stiel-Eiche Marsdorfer Straße in Klotzsche südlich des Flughafens, Eiche am Brauteich in Langebrück, Rieseneiche im Sauerbusch in der Dresdner Heide zwischen Langebrück und Weixdorf, Dohna-Eiche im Pfarrgarten der Lausaer Pastor-Roller-Kirche und der Spitzahorn hinter dem Creutz-Gut in Marsdorf.
Das Aussehen des Baums hat sich seit der Unterschutzstellung erheblich verändert durch den Ausbruch einer Teilkrone, begünstigt durch Morschung und Blitzschlag.